# Бранів
Брані́в — село у складі Великомежиріцької громади Рівненського району Рівненської області; населення — 140 осіб.

## Походження назви
Від «брань» — війна, битва. Припускається, що в давнину на місці сучасного села відбулася велика битва, свідченням якої є понад 300 старих могил, розкиданих в околицях Бранева. Ймовірно, йдеться про події князівської міжусобиці — боротьби за Київ між Ізяславом Мстиславичем та Юрієм Довгоруким. У 1151 році військо князя Галицького Володимира Володаровича (союзника Довгорукого) знищило угорський військовий контингент, який рухався до Києва на допомогу Ізяславу Мстиславичу. Сталося це поблизу нинішнього села Сапожин, яке лежить за 2 км на схід від Бранева.

## Історія
- 1855 — перша письмова згадка про село[4].
- 1897 — 53 будинки, 367 мешканців[5].
- У 1906 році село Гощанської волості Острозького повіту Волинської губернії. Відстань від повітового міста 40 верст, від волості 12. Дворів 68, мешканців 394[6].

## Населення

### Мова
Розподіл населення за рідною мовою за даними перепису 2001 року:
| Мова       | Кількість | Відсоток |
| ---------- | --------- | -------- |
| українська | 140       | 100%     |

## Архітектура
- Церква Св. Архистратига Михаїла.

## Автошляхи
- М06